# علم المغرب
علم المغرب (بالأمازيغية: ⴰⵛⵏⵢⴰⵍ ⵏ ⵍⵎⵖⵔⵉⴱ) هي الراية الرسمية للمملكة المغربية، تم اعتمادها رسميًا في 17 نوفمبر 1915. تتكون من حقل باللون الأحمر، تتوسطه نجمة خماسية باللون الأخضر، يرمز اللون الأحمر إلى الجرأة والقوة والشجاعة  بينما يرمز اللون الأخضر إلى الحب والفرح والحكمة والسلام والأمل، كما أنه اللون التقليدي للإسلام.  ترمز النجمة الخماسية  إلى أركان الإسلام الخمسة

## الوصف

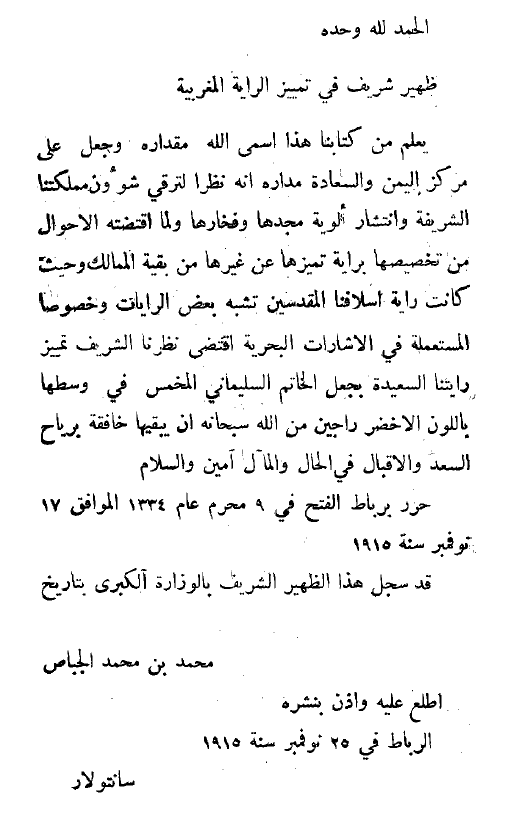
النص الأصلي للظهير.

قام السلطان مولاي يوسف بإصدار الظهير الملكي المتعلق بالعلم الوطني في 17 نوفمبر 1915، وجاء نصه كما يلي:
قام الملك محمد السادس بإصدار الظهير الملكي المتعلق بخصوصيات العلم الوطني في 23 نوفمبر 2005، وجاء نصه كما يلي:

## معاني رموز العلم
- الأحمر: يرمز إلى الجرأة والقوة والشجاعة

- الأخضر: يرمز إلى الإسلام والحب والفرح والحكمة والسلام والأمل

- ⛤ المخطط الخماسي: يرمز إلى أركان الإسلام الخمسة.[2]

## التصميم
[بحاجة لمصدر]
| مخطط الألوان (تقريبي) | أحمر قان      | أخضر نخيلي     |
| --------------------- | ------------- | -------------- |
| RGB                   | 193-39-45     | 0-98-51        |
| نظام عد ستة عشري      | #c1272d       | #006233        |
| CMYK                  | 0, 80, 77, 24 | 100, 0, 48, 62 |
| بانتون                | 7620 C        | 3425 C         |

## المشتقات

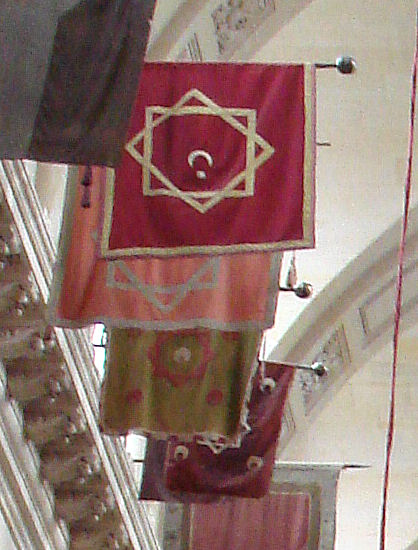
أعلام حربية مغربية استولت عليها فرنسا بعد معركة إسلي سنة 1844.

[بحاجة لمصدر]

الراية المدنية
العلم البحري
اليافطة البحرية
العلم الملكي

## التاريخ

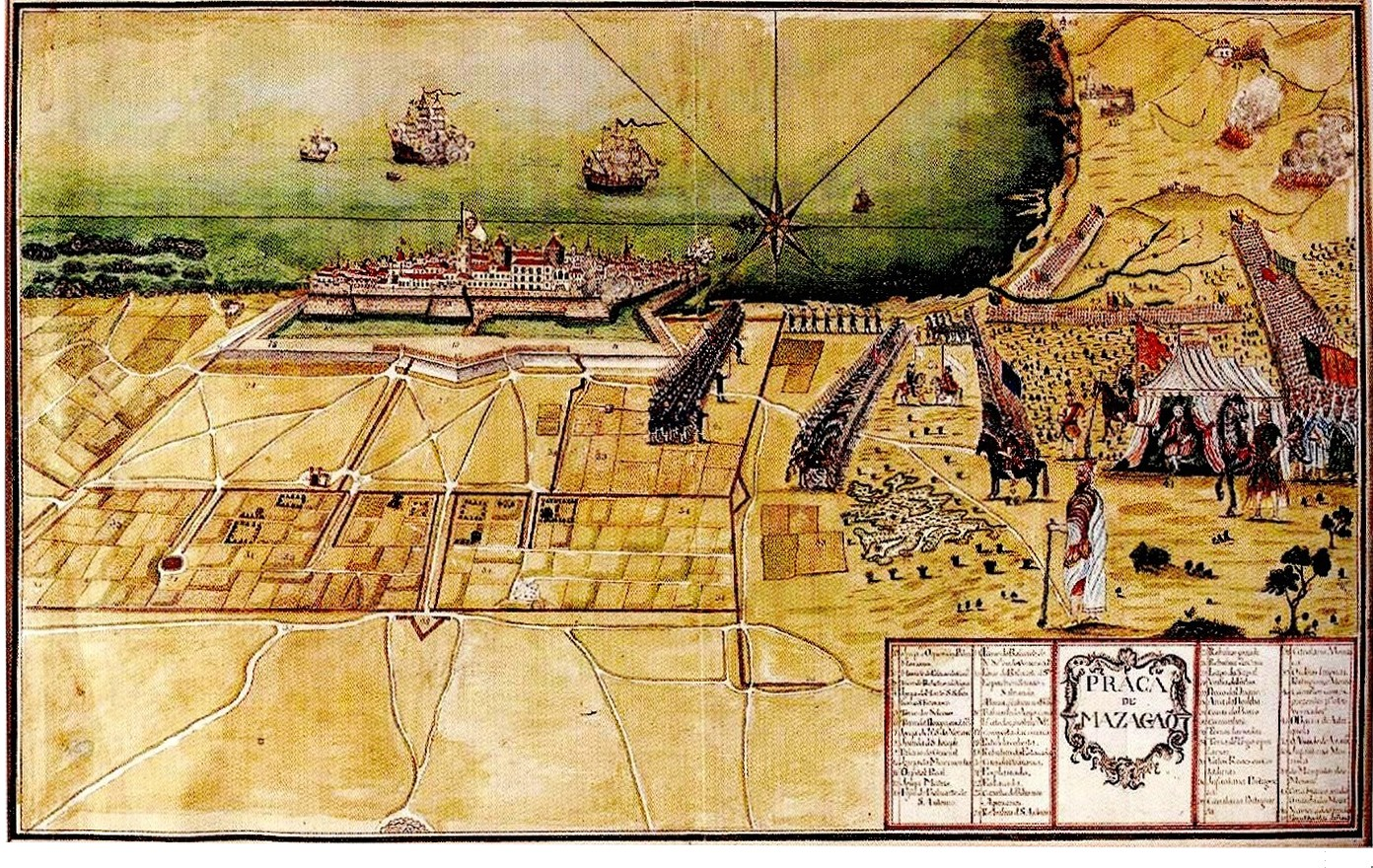
أعلام يحملها المغاربة (يمين) خلال حصارهم مدينة مازگان سنة 1769.

### من القرن التاسع إلى السابع عشر
يرتبط أول استخدام موثق للعلم كرمز للدولة في المغرب بفترة حكم سلالة المرابطين (1062–1125). قبل هذه المرحلة، كانت الجيوش المغربية ترفع يافطات حريرية بيضاء ثلاثية الزوايا، غالبًا ما كُتبت عليها آيات قرآنية. قام المرابطون بتقنين هذا التقليد، حيث خصصوا لكل وحدة مكونة من 100 جندي لواءً خاصًا، في حين حمل القادة راية نقش عليها الشهادتان. استمر استخدام اللون الأبيض في الرايات خلال حكم المرينيين والسعديين، إلى جانب أعلام حمراء تتوسطها نجمة مشكلة من مربعين صفراوين متداخلين. أعاد المرينيون استخدام النجمة الثمانية (شكل هندسي مكون من مربعين متداخلين)، والتي استمرت رمزيًّا في المغرب حتى القرن العشرين. [بحاجة لمصدر]

### من القرن السابع عشر إلى العصر الحديث

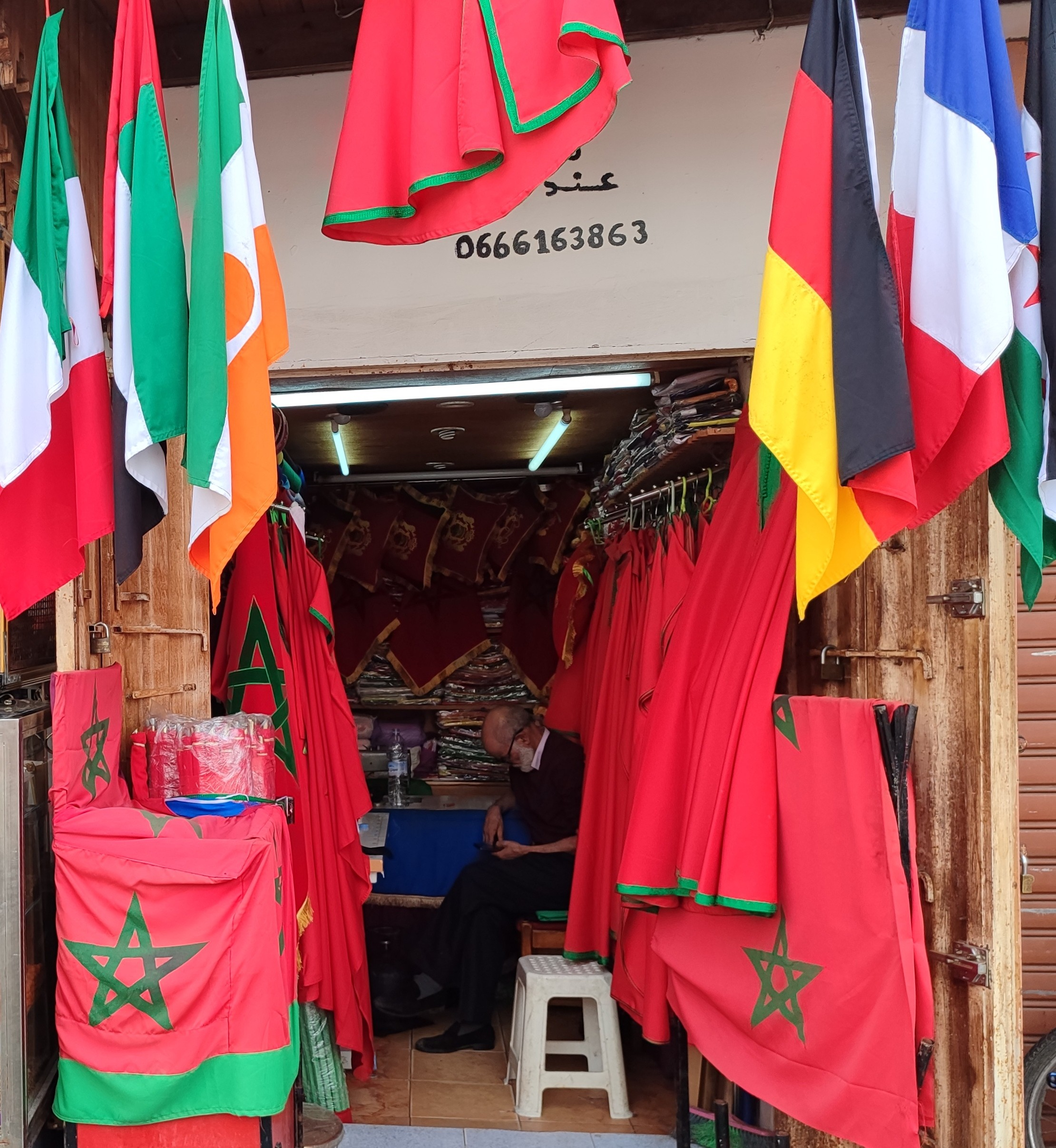
حرفي مغربي متخصص في صناعة الأعلام المغربية بمدينة الرباط.

مع صعود سلالة العلويين في القرن السابع عشر بقيادة مولاي الرشيد، كان يتم رفع الأعلام يوميًا على الحصون، خصوصًا في الرباط وسلا. وفي عام 1915، تم اعتماد العلم الأحمر يتوسطه خاتم سليمان الأخضر (نجمة خماسية) كشعار رسمي للدولة. شهدت العقود الأخيرة من القرن التاسع عشر اضطرابات سياسية داخلية وتدخلاً أجنبيًا متزايدًا، ما أدى إلى فرض الحماية الفرنسية رسميًا سنة 1912. وخلال حملات "تهدئة القبائل"، استولت القوات الفرنسية على أعلام مغربية حربية اتسمت بتصميم شبيه بأعلام المرينيين، أي حقل أحمر تتوسطه نجمة صفراء ثمانية الرؤوس. [بحاجة لمصدر]
| - علم المغرب (780-1147)، علم الأدارسة - علم المغرب (1073-1147)، المرابطون - علم المغرب (1147-1269)، الموحدون - علم المغرب بالإضافة إلى يافطة بيضاء (1269-1666)، المرينيون، السعديون - علم المغرب (1462- 1554)، علم الوطاسيون - علم المغرب (1666-1915) - علم المغرب (1915 - حتى الآن) - العلم التجاري لحماية فرنسا (1919-1946) - العلم التجاري لحماية إسبانيا (1937-1956) - العلم التجاري لطنجة الدولية (1953-1957) |

## الأرقام القياسية
في 8 مايو 2010، تم إنجاز علم مغربي بحجم 60,409.78 متر مربع وتم توثيقه بواسطة موسوعة غينيس للأرقام القياسية كأضخم علم من النسيج على الإطلاق، وزنه 20 طن، تم إنجازه في مدينة الداخلة، عاصمة جهة الداخلة وادي الذهب جنوب المغرب. [بحاجة لمصدر]

## وصلات خارجية
- علم المغرب في موقع Flags of the World.
- تاريخ أعلام المغرب في موقع Flags of the World.